# یاسوهیرو تاکه‌موتو
یاسوهیرو تاکه‌موتو (انگلیسی: Yasuhiro Takemoto; ۵ آوریل ۱۹۷۲ – ۱۸ ژوئیهٔ ۲۰۱۹) کارگردان فیلم، پویانما، کارگردان تلویزیونی، و کارگردان فیلم اهل ژاپن بود.